# Khí nén học

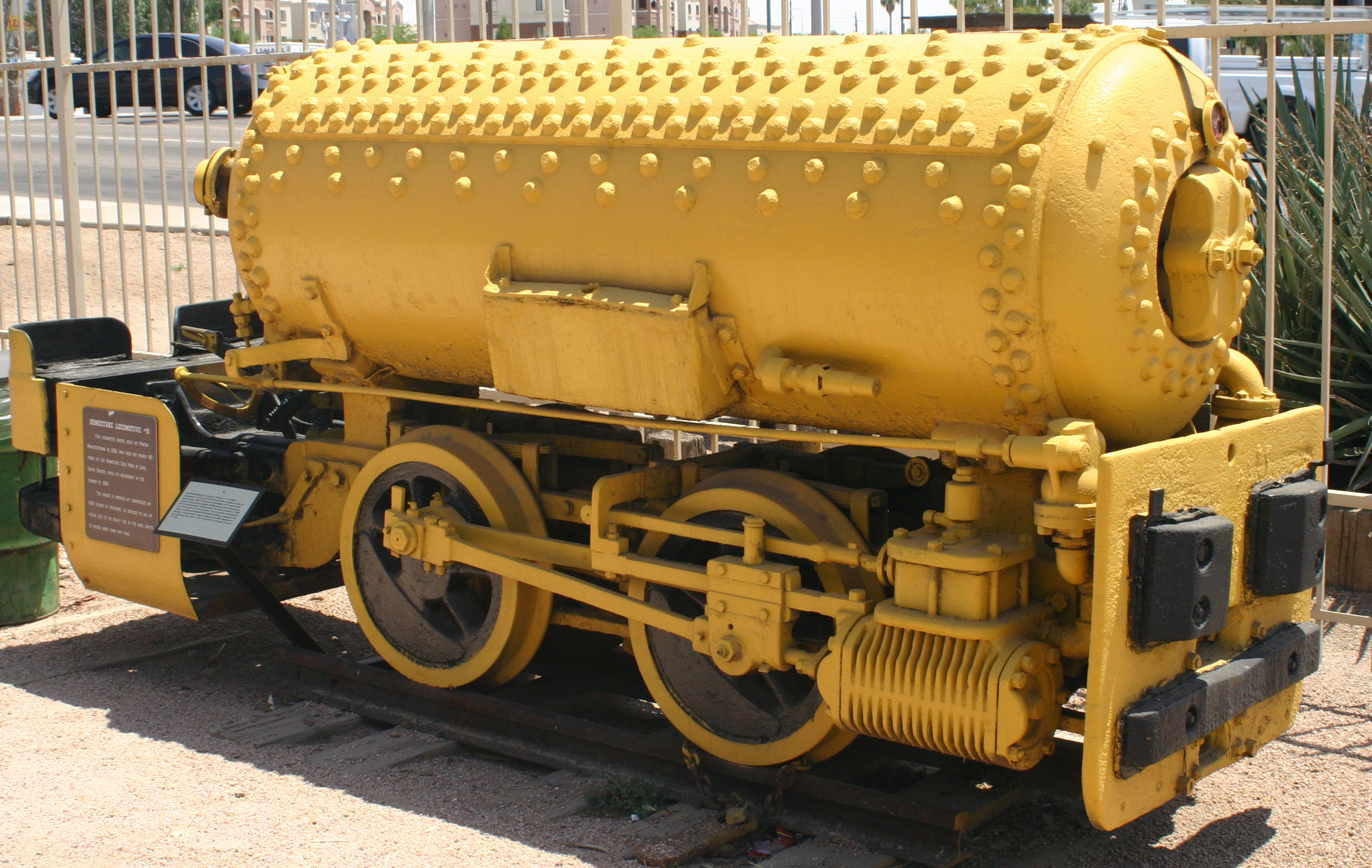
H.K. Porter, Inc. No. 3290 từ năm 1923.

Khí nén học (tiếng Hy Lạp: πνεύμα) là một nhánh của kỹ thuật sử dụng gas hoặc khí áp.
Các hệ thống khí nén được sử dụng trong công nghiệp thường được cung cấp bởi khí nén hoặc khí trơ nén. Máy nén khí đặt ở vị trí trung tâm và máy phát điện cung cấp cho các xy lanh, động cơ không khí và các thiết bị khí nén khác. Một hệ thống khí nén được điều khiển bằng van điều khiển bằng tay hoặc tự động được lựa chọn khi nó cung cấp chi phí thấp hơn, linh hoạt hơn hoặc an toàn hơn động cơ điện và thiết bị truyền động.
Khí nén học cũng có ứng dụng trong nha khoa, xây dựng, khai thác mỏ, và các khu vực khác.

## Các ví dụ về hệ thống và thành phần khí nén học
- Phanh hơi trên xe buýt và xe tải
- Phanh hơi trên tàu hỏa
- Máy nén khí
- Động cơ không khí cho xe chạy bằng khí nén
- Các hệ thống Barostat được sử dụng trong Bệnh thần kinh cột sống và nghiên cứu điện
- Dây cáp, một cách để cài đặt cáp trong ống
- Khoan nha khoa
- Động cơ khí nén và các loại máy nén khí
- Nạp lại khí
- Máy chiếu Holman, một vũ khí chống máy bay khí nén
- Hệ thống điều khiển HVAC
- Cấu trúc bơm hơi
- Máy nén khí Lego có thể được dùng để chế tạo mô hình khí nén
- Đại phong cầm

- Đại phong cầm khí nén điện
- Đại phong cầm khí nén ống

- Guitar tự chơi
- Thiết bị truyền động khí nén
- Súng khí nén không khí
- Bàng quang khí nén
- Xi lanh khí nén
- Máy phóng khí nén, một loại súng spud
- Hệ thống hộp thư bằng khí nén
- Động cơ khí nén
- Lốp khí nén
- Dụng cụ khí nén:

- Búa khoan được sử dụng bởi công nhân đường sá
- Súng bắn đinh

- Bộ điều áp
- Cảm biến áp suất
- Công tắc áp suất
- Bơm chân không

## Các loại gas sử dụng trong hệ thống khí nén học
Các hệ thống khí nén trong các cơ sở cố định, chẳng hạn như các nhà máy, sử dụng khí nén bởi vì việc cung cấp khí bền vững có thể được thực hiện bằng cách nén khí trong không khí. Không khí thường có độ ẩm bị loại bỏ, và một lượng nhỏ dầu được thêm vào máy nén để tránh ăn mòn và bôi trơn các thành phần cơ khí.
Những người sử dụng khí nén có công suất cao trong nhà máy không cần phải lo lắng về sự rò rỉ độc, vì khí thường chỉ là không khí. Các hệ thống nhỏ hơn hoặc độc lập có thể sử dụng các khí nén khác có nguy cơ ngạt thở, như nitơ- thường được gọi là OFN (nitơ không chứa oxy) khi được cung cấp trong bình.
Bất kỳ loại khí nén nào khác ngoài không khí là một chất độc gây ngạt - bao gồm nitơ, tạo thành 78% không khí. Oxy nén (khoảng 21% không khí) sẽ không ngột thở, nhưng không được sử dụng trong các thiết bị chạy bằng khí nén bởi vì nó là một nguy cơ cháy, tốn kém hơn và không có lợi thế về hiệu suất trên không khí.
Các công cụ khí nén cầm tay và các máy nhỏ, chẳng hạn như trong Chiến tranh Robot và các ứng dụng cá nhân khác thường được cung cấp bởi carbon dioxide nén, bởi vì các thùng chứa được thiết kế để chứa nó như bình soda và bình chữa cháy có sẵn, và sự thay đổi pha giữa chất lỏng và khí làm cho có thể có được một lượng lớn khí nén từ bình chứa nhẹ hơn không khí nén đòi hỏi. Carbon dioxide là một chất ngấm và có thể là một nguy cơ đóng băng nếu chảy không bình thường.

## Lịch sử
Nguồn gốc của khí nén học có thể được bắt nguồn từ thế kỷ đầu tiên khi nhà toán học Hy Lạp Hero xứ Alexandria viết về những phát minh của ông được cung cấp bởi hơi nước hoặc gió.
Nhà vật lý người Đức Otto von Guericke (1602-1686) đã đi xa hơn một chút. Ông đã phát minh ra máy bơm chân không, một thiết bị có thể rút ra không khí hoặc khí từ tàu được gắn vào thiết bị đó. Ông đã thể hiện bơm chân không để tách các cặp bán cầu bằng áp lực không khí. Lĩnh vực khí nén đã thay đổi đáng kể qua nhiều năm. Nó đã di chuyển từ các thiết bị cầm tay nhỏ sang máy lớn với nhiều bộ phận phục vụ các chức năng khác nhau.

## So sánh vớithủy lực học
Cả hai lĩnh vực khí nén học và thủy lực học là những lĩnh vực của năng lượng lỏng. Khí nén học sử dụng khí nén dễ dàng như không khí hoặc khí gas tinh khiết phù hợp - trong khi thủy lực học sử dụng các môi trường lỏng không tương thích như dầu. Hầu hết các ứng dụng khí nén công nghiệp sử dụng áp suất khoảng 80 đến 100 pound trên mỗi inch vuông (550 đến 690 kPa). Các ứng dụng thủy lực thường sử dụng từ 1.000 đến 5.000 psi (6.9 đến 34.5 MPa), nhưng các ứng dụng chuyên dụng có thể vượt quá 10.000 psi (69 MPa).

### Lợi ích của khí nén học
- Sự đơn giản của thiết kế và kiểm soát - Máy móc được thiết kế dễ dàng bằng cách sử dụng các xi lanh tiêu chuẩn và các bộ phận khác, và hoạt động thông qua việc kiểm soát tắt đơn giản.
- Độ tin cậy - Hệ thống khí nén thường có thời gian hoạt động dài và yêu cầu bảo trì ít. Do khí bị nén, nên thiết bị ít bị hư hỏng. Gas hấp thụ lực quá mức, trong khi chất lỏng trong thủy lực trực tiếp truyền lực. Khí nén có thể được lưu trữ, vì vậy máy vẫn chạy trong một thời gian nếu mất điện.
- An toàn - Có rất ít khả năng hỏa hoạn so với dầu thủy lực. Các máy mới hơn thường là quá tải.

### Lợi ích của thủy lực học
- Chất lỏng không hấp thụ bất kỳ năng lượng cung cấp nào.
- Có khả năng di chuyển nhiều tải cao hơn và cung cấp lực lượng lớn hơn nhiều do không nén.
- Chất lỏng làm việc thủy lực về cơ bản không nén được, dẫn đến hoạt động mùa xuân tối thiểu. Khi dòng chảy của dòng thủy lực dừng lại, chuyển động nhỏ nhất của tải sẽ giải phóng áp lực lên tải; không cần phải "thoát ra" khí áp suất để giải phóng áp lực lên tải trọng.
- Đáp ứng cao so với khí nén.
- Cung cấp nhiều năng lượng hơn khí nén.
- Cũng có thể thực hiện nhiều mục đích cùng một lúc: bôi trơn, làm mát và truyền tải điện.

## Logic khí nén học
Bản mẫu:Đọc thêm
Các hệ thống logic khí nén (đôi khi được gọi là điều khiển không khí) đôi khi được sử dụng để kiểm soát quy trình công nghiệp, bao gồm các đơn vị logic chính như:
- Chữ Và
- Chữ Hoặc
- Các đơn vị 'Tiếp Vận hoặc Tăng cường'
- Các đơn vị then chốt
- Đơn vị 'Timer'
- Chuyển tiếp Sorteberg
- Bộ khuếch đại thủy lực không có bộ phận chuyển động khác với không khí chính nó

Logic khí nén là một phương pháp kiểm soát đáng tin cậy và chức năng cho các quy trình công nghiệp. Trong những năm gần đây, các hệ thống này đã được thay thế bằng các hệ thống điều khiển điện tử trong các hệ thống mới vì kích thước nhỏ hơn, chi phí thấp hơn, chính xác hơn và các tính năng mạnh mẽ hơn của bộ điều khiển số. Các thiết bị khí nén vẫn được sử dụng ở nơi nâng cấp chi phí, hoặc các yếu tố an toàn chiếm ưu thế.